# Кунко (Чилі)
Кунко (ісп. Cunco) — місто в Чилі. Адміністративний центр однойменної комуни. Населення — 7316 осіб (2002). Місто і комуна входить до складу провінції Каутин і регіону Арауканія.
Територія комуни — 1906,5 км². Чисельність населення — 19 063 мешканців (2007). Щільність населення — 10 чол./км².

## Розташування
Місто розташоване за 52 км на південний схід від адміністративного центру області міста Темуко.
Комуна межує:
- на півночі — з комуною Вількун
- на північному сході — з комуною Меліпеуко
- на сході — з комуною Курареуе
- на півдні — з комунами Вільяррика, Пукон
- на заході — з комуною Фрейре

## Демографія
Згідно з даними, зібраними під час перепису Національним інститутом статистики, населення комуни становить 19 063 особи, з яких 9234 чоловіки та 9829 жінок.
Населення комуни становить 2,03 % від загальної чисельності населення регіону Арауканія. 57,67 % належить до сільського населення та 42,33 % — міське населення.

### Найважливіші населені пункти комуни
- Кунко (місто) — 7316 мешканців
- Лос-Лаурелес(селище) — 1490 мешканців